# ویکی‌پدیای لاتین
ویکی‌پدیای لاتین (به لاتین: Vicipaedia Latina) نسخه لاتین وبگاه ویکی‌پدیا است و در آگوست ۲۰۰۹ به ۳۱٬۰۰۰ مقاله رسید. در دسامبر ۲۰۱۳ از مرز ۱۰۰٬۰۰۰ مقاله عبور کرد و در دسامبر ۲۰۲۳ شمار مقالات آن به حدود ۱۳۸٬۰۰۰ رسید. زبان لاتین تا ۳۱ ژانویه ۲۰۱۴ از نظر تعداد مقالات در رده چهل‌ونهم ویکی‌پدیاها قرار داشت. ویکی‌پدیای لاتین نخستین نسخه‌ی ویکی‌پدیاست که بر پایه‌ی یک زبان مرده ساخته شده است. (نسخه‌های دیگر مانند ویکی‌پدیای زبان اسلاوی کلیسایی باستان بعدها اضافه شدند.)